# Bages, Pyrénées-Orientales
Bages är en kommun i departementet Pyrénées-Orientales i regionen Occitanien i södra Frankrike. Kommunen ligger i kantonen Elne som tillhör arrondissementet Perpignan. År 2022 hade Bages 4 519 invånare.

## Befolkningsutveckling
Antalet invånare i kommunen Bages
| Referens: INSEE |